# ウィリアム・トムソン (地質学者)
ウィリアム・トムソン（William Thomson、1760年-1806年11月）は、イギリス生まれの地質学者。アロイス・フォン・ベッカー＝ウィドマンシュテッテンに先立ってウィドマンシュテッテン構造を発見した。1792年にイタリアに移住してからは、イタリア風にGuglielmo Thomsonと名乗った。

## 生涯
1760年にウスターで生まれたウィリアム・トムソンは、1776年にオックスフォードのクイーンズ・カレッジに入学し、1780年に学士 (Bachelor of Arts) として卒業した。1781年から翌年にかけてエディンバラ大学で薬学を学びながら、ジョゼフ・ブラックの下で化学を学んだ。1784年、トムソンはSociety for Natural History（ロンドン・リンネ協会の前身）に入会した。
1790年11月、使用人の少年と男色行為を行ったとの嫌疑からオックスフォードを追われたトムソンは、1791年にイギリスを出国し、生涯二度と戻ることはなかった。1792年4月にナポリに到着したトムソンは、そこに移住した。1806年、パレルモで46歳で死去した。

## ウィドマンシュテッテン構造の発見

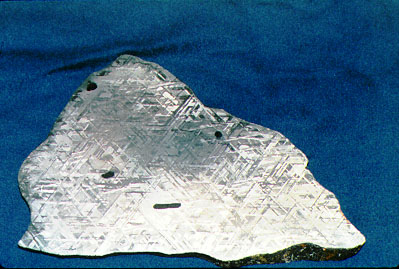
ウィドマンシュテッテン構造は、鉄隕石を硝酸でエッチングすると現れる。

トムソンは錆を落とす目的でクラスノヤルスク隕石を硝酸に浸した。隕石と硝酸が接すると、トムソンはすぐに見たこともない奇妙な構造に気付いた。これは、後にウィドマンシュテッテン構造と呼ばれるものであった。1804年、トムソンはこの発見についての論文をジュネーブの科学月刊誌Bibliotheque Britannique誌にフランス語で発表した。彼の死後の1808年にはAtti dell'Accademia Delle Scienze di Siena誌にイタリア語でも発表された。
しかし、トムソンが早逝したこと、また英語で論文を発表しなかったことから、世に広く知られることなく、その功績はオーストリアのアロイス・フォン・ベッカー＝ウィドマンシュテッテンのものとされている。ウィドマンシュテッテンはトムソンに独立して発見したが、それは1808年のことであり、また論文も書かれていない。そのため、年代順に従えば、発見の全ての優先権はトムソンに与えられるべきであった。このような理由から、ウィドマンシュテッテン構造をトムソン構造と呼ぶことを提唱する研究者もいる。